# Carlisle (Nowy Jork)
Carlisle – town w Stanach Zjednoczonych, w stanie Nowy Jork, w hrabstwie Schoharie.
Powierzchnia town wynosi 34,25 mi² (około 88,7 km²). Według stanu na 2010 rok jego populacja wynosi 1948 osób, a liczba gospodarstw domowych: 817. W 2000 roku zamieszkiwało je 1758 osób, a w 1990 mieszkańców było 1672.